# アジア太平洋放送連合
アジア太平洋放送連合（アジアたいへいようほうそうれんごう、英語: Asia-Pacific Broadcasting Union, ABU）とは、アジア太平洋地域の放送局、および放送関連団体の連合体である。マレーシアのクアラルンプールに本部を置いている。
世界放送連合（World Broadcasting Unions、WBU）の構成員である。

## 歴史
1964年7月1日にアジア放送連合の名称で発足。発足に当たっては1957年に日本放送協会（NHK）の呼びかけで始めたアジア放送会議が基となり、5回の会議を経て連合の発足に至った。初代会長には発足当時のNHK会長の前田義徳が就いた。1977年1月1日に太平洋地域の国々の意向もあり、アジア太平洋放送連合に名称を改称した。

ABUの本部は開設以来日本の東京に置かれていた。しかし、事務総長は1980年にNHK出身者が就任するまでは出身放送事業者の母国で執務を行っていたため、本部機能が事実上数カ所に分かれる形となっていた。そこで、1984年1月にマレーシア政府の誘致もあって本部をクアラルンプールに移転することになった。これに伴いNHKとともにマレーシア国営放送も常任理事機関となった。

## 主要な業務
- ニュース素材の相互提供（アジアビジョン）
- 番組の共同制作
- スポーツ中継の放映権調整
- 放送技術、番組制作などの技術交換

## 会長（2021年）
- 現在の会長
  - 正籬聡（NHK副会長）[8]
- 歴代の会長
  - 前田義徳（元NHK会長）[4]
  - タルボット・ダクマントン（オーストラリア放送委員会<現・オーストラリア放送協会>元会長）[9]
  - 金仁圭（韓国放送公社前社長）
  - イブラヒム・ザイナル（Haji Zainal Abidin Iberahim、マレーシア マレーシア・テレビ・ラジオ報道局長）
  - 海老沢勝二（元NHK会長）
  - 橋本元一（元NHK会長）
  - 今井義典（NHK前副会長）
  - Ahmad Jailani Muhamed Yunus
  - 高大榮（韓国放送公社前社長）
  - 上田良一（NHK会長）
  - イブラヒム・エレン（トルコ国営放送会長）

## 会員
2024年12月3日時点で65か国・230団体が加盟し、種別ごとの会員数は下記のとおりである。
- Full Members（正会員）: 52
- Additional Full Members（準正会員）: 63
- Associate Members（準会員）: 37
- Affiliate Members（賛助会員）: 70
- Institutional Members（機関会員）: 8

### Full Members（正会員）
正会員は発足時は1か国につき1放送事業者となっていたが、インドやパキスタンなどテレビとラジオが別の放送機関となっている国からの要望もあり、1982年のABU総会で1か国につき2放送事業者まで認められるようになった。
- ABUウェブサイトに掲載された2024年12月3日時点の会員一覧[10]を出典とし、記載順も同サイトに合わせた。
- 放送事業者名の日本語表記は主に総務省（日本）ウェブサイト[13]、NHKの刊行物[14][15]を参照・採用した。確認できない場合は直訳または片仮名表記を試み、一部はABUウェブサイト上の英語表記を併記または単独記載した。またウィキペディア日本語版の該当項目が存在しない場合は現地語版と英語版の該当項目を可能な限り併記した。

| 国名               | 放送事業者 | 略称       |
| ------------------ | --- | ---------- |
| アフガニスタン     | アフガニスタン国営放送 | RTA        |
| オーストラリア     | オーストラリア放送協会 | ABC        |
| バングラデシュ     | バングラデシュ国営放送 | BB         |
| バングラデシュ     | バングラデシュ・テレビジョン | BTV        |
| ブータン           | ブータン放送協会 | BBS        |
| ブルネイ           | ラジオ・テレビジョン・ブルネイ | RTB        |
| カンボジア         | カンボジア国営テレビ | TVK        |
| 中国               | 中央広播電視総台 | CMG        |
| 中国               | 国家ラジオテレビ総局 | RTPRC/NRTA |
| エジプト           | 国民メディア機構 | NMA/ERTU   |
| フィジー           | フィジー・テレビジョン | FTV        |
| インド             | プラサール・バラティ | PB         |
| インドネシア       | ラジオ・レプブリク・インドネシア | RRI        |
| インドネシア       | テレビシ・レプブリク・インドネシア | TVRI       |
| イラン             | イラン・イスラム共和国放送 | IRIB       |
| 日本               | 日本放送協会 | NHK        |
| 日本               | TBSテレビ | TBS        |
| ヨルダン           | ヨルダン国営放送 | JRTV       |
| カザフスタン       | ハバル | KA         |
| カザフスタン       | The Republican State Enterprise with the Right of Economic Management “TV & Radio Complex of the President of the Republic of Kazakhstan” of the Office of the President of the Republic of Kazakhstan（カザフスタン共和国大統領府テレビラジオ・コンプレックス） | TRC        |
| キリバス           | Broadcasting & Publications Authority（キリバス放送出版機構） | BPA        |
| 韓国               | 韓国放送公社 | KBS        |
| 韓国               | 文化放送 | MBC        |
| キルギス           | キルギス共和国公共テレビ・ラジオ放送協会 | UTRK/KTPK  |
| ラオス             | ラオス国営ラジオ | LNR        |
| ラオス             | ラオス国営テレビ | LNTV       |
| マレーシア         | マレーシア国営放送 | RTM        |
| モルディブ         | 公共サービスメディア | PSM        |
| モンゴル           | モンゴル国営放送 | MNB        |
| モンゴル           | TV5モンゴル | TV5        |
| ミャンマー         | ミャンマー・ラジオ・テレビ局 | MRTV       |
| ネパール           | ネパール・テレビジョン | NTV        |
| ネパール           | ラジオ・ネパール | RNE        |
| パキスタン         | パキスタン放送協会 | PBC        |
| パキスタン         | パキスタン・テレビ放送 | PTV        |
| パプアニューギニア | Media Niugini Limited（メディア・ニューギニ・リミテッド） | MNL        |
| パプアニューギニア | パプアニューギニア国営放送公社 | NBC        |
| フィリピン         | ピープルズ・テレビジョン・ネットワーク | PTNI/PTV   |
| カタール           | カタール・メディア公社 | QMC        |
| サモア             | サモア放送 | SBC        |
| サウジアラビア     | サウジ放送機構 | SBA        |
| シンガポール       | メディアコープ | Mediacorp  |
| スリランカ         | スリランカテレビ放送協会 | SLRC       |
| タイ               | タイ国営放送局 | NBT        |
| タイ               | テレビジョン・プール・オブ・タイランド | TPT        |
| トンガ             | トンガ放送委員会 | TBC        |
| トルコ             | トルコ国営放送 | TRT        |
| トルクメニスタン   | State Committee of Turkmenistan for Television, Radio Broadcasting and Cinematography（トルクメニスタン・テレビ・ラジオ報道・映画国家委員会） | TVTM       |
| ウズベキスタン     | ウズベキスタン国営テレビラジオ会社 | MTRK       |
| バヌアツ           | Vanuatu Broadcasting and Television Corporation（バヌアツ放送テレビ公社） | VBTC       |
| ベトナム           | ベトナムの声放送局 | VOV        |
| ベトナム           | ベトナム国営放送 | VTV        |

### 日本の準会員
- 日本民間放送連盟（民放連） - 日本テレビとテレビ東京は東京キー局だが、民放連を通じた団体会員である。

### 日本の賛助会員
- 放送衛星システム (B-SAT)
- 池上通信機
- 日本国際放送 (JIB)
- 放送番組国際交流センター (JAMCO)
- NHKエンタープライズ
- NHK財団
- NHKグローバルメディアサービス
- NHKテクノロジーズ
- TI ComNet International Visual Works (TI ComNet Japan)